# Communauté de communes de la Vallée de la Doller et du Soultzbach
Die Communauté de communes de la Vallée de la Doller et du Soultzbach ist ein französischer Gemeindeverband mit der Rechtsform einer Communauté de communes im Département Haut-Rhin in der Region Grand Est. Sie wurde am 17. Dezember 2001 gegründet und umfasst 15 Gemeinden. Der Verwaltungssitz befindet sich in der Commune nouvelle Masevaux-Niederbruck.

## Mitgliedsgemeinden
| Gemeinde                                                          | Einwohner 1. Januar 2022 | Fläche km² | Dichte Einw./km² | Code INSEE | Postleitzahl |
| ----------------------------------------------------------------- | ------------------------ | ---------- | ---------------- | ---------- | ------------ |
| Burnhaupt-le-Bas                                                  | 1.981                    | 11,77      | 168              | 68059      | 68520        |
| Burnhaupt-le-Haut                                                 | 1.753                    | 12,49      | 140              | 68060      | 68520        |
| Dolleren                                                          | 460                      | 8,37       | 55               | 68073      | 68290        |
| Guewenheim                                                        | 1.353                    | 8,55       | 158              | 68115      | 68116        |
| Kirchberg                                                         | 716                      | 6,74       | 106              | 68167      | 68290        |
| Lauw                                                              | 896                      | 4,61       | 194              | 68179      | 68290        |
| Le Haut Soultzbach                                                | 867                      | 11,60      | 75               | 68219      | 68780        |
| Masevaux-Niederbruck                                              | 3.615                    | 26,99      | 134              | 68201      | 68290        |
| Oberbruck                                                         | 390                      | 4,30       | 91               | 68239      | 68290        |
| Rimbach-près-Masevaux                                             | 433                      | 16,66      | 26               | 68275      | 68290        |
| Sentheim                                                          | 1.534                    | 6,18       | 248              | 68304      | 68780        |
| Sewen                                                             | 488                      | 21,50      | 23               | 68307      | 68290        |
| Sickert                                                           | 331                      | 5,12       | 65               | 68308      | 68290        |
| Soppe-le-Bas                                                      | 780                      | 5,68       | 137              | 68313      | 68780        |
| Wegscheid                                                         | 317                      | 10,06      | 32               | 68361      | 68290        |
| Communauté de communes de la Vallée de la Doller et du Soultzbach | 15.914                   | 160,62     | 99               | –          | –            |